# Succidava
Succidava, este denumirea a două cetăți geto-dacice, situate lângă Dunăre. Una se afla lângă actualul oraș Corabia (după unele surse având ortografia Sucidava), în satul Celei, județul Olt, iar cealaltă în Dobrogea, între Silistra (Bulgaria) și Oltina, în județul Constanța. Numele ambelor cetăți vine de la tribul sucilor. 